# الإمبراطور كوكاكو
الإمبراطور كوكاكو (باليابانية: 光格天皇 غوميزونو تينو) (23 سبتمبر 1771 - 11 ديسمبر 1840) كان الإمبراطور التاسع عشر بعد المائة في اليابان وفقا لترتيب الأباطرة. امتدت فترة حكم الإمبراطور كوكاكو في الفترة بين عامي 1789 و 1817.